# شهرستان سنت ژوزف (ایندیانا)
شهرستان سنت ژوزف، ایندیانا (به انگلیسی: St. Joseph County, Indiana) شهرستانی در ایالات متحده آمریکا است که در ایندیانا واقع شده‌است.